# Mistrzostwa Świata w Kolarstwie Torowym 1896
4. Mistrzostwa Świata w Kolarstwie Torowym 1896 odbyły się w stolicy Danii – Kopenhadze.

## Medaliści

### Mężczyźni
| Konkurencja                              | Złoto             | Srebro         | Brąz               |
| ---------------------------------------- | ----------------- | -------------- | ------------------ |
| Sprint indywidualny amatorów             | Harry Reynolds    | Edwin Schrader | Charles Guillaumet |
| Wyścig ze startu zatrzymanego amatorów   | Fernand Ponscarme | Michaił Żakow  | Anton Hansen       |
| Sprint indywidualny zawodowców           | Paul Bourrillon   | Charles Barden | Edmond Jacquelin   |
| Wyścig ze startu zatrzymanego zawodowców | Arthur Chase      | Jack Stocks    | Franz Gerger       |

## Klasyfikacja medalowa
| Miejsce | Państwo            |   |   |   | Razem |
| ------- | ------------------ | - | - | - | ----- |
| 1.      | Francja            | 2 | 0 | 2 | 4     |
| 2.      | Wielka Brytania    | 1 | 2 | 0 | 3     |
| 3.      | Irlandia           | 1 | 0 | 0 | 1     |
| 4.      | Dania              | 0 | 1 | 1 | 2     |
| 5.      | Imperium Rosyjskie | 0 | 1 | 0 | 1     |
| 6.      | Austro-Węgry       | 0 | 0 | 1 | 1     |